# Рођење
Рођење представља завршетак процеса развијања нове јединке врсте а манифестује се његовим излажењем из окружења у којем се формирало. Ово окружење може бити тело мајке, јаје или јаје које се у току развоја налази у телу мајке, у зависности од чега се разликују три врсте рођења: вивипарно, овипарно и ововивипарно.